# Dżubb Sultan
Dżubb Sultan (arab. جب سلطان) – wieś w Syrii, w muhafazie Aleppo. W 2004 roku liczyła 741 mieszkańców.